# جيسيكا لي مورغان
جيسيكا لي مورغان (بالإنجليزية: Jessica Lee Morgan)‏ هي مغنية بريطانية، ولدت في 16 يونيو 1976 في Borough of Reading ‏ في المملكة المتحدة.

## وصلات خارجية
- جيسيكا لي مورغان على موقع ميوزك برينز (الإنجليزية)